# 锅包肉
锅包肉原称“锅爆肉”。是一道起源于哈尔滨的东北菜。以猪肉为主料，清真风味的餐馆则用牛肉替代猪肉。做法分为老式和新式。

## 烹饪方法
锅包肉有两种做法，一为烹汁，一为熘汁，均由厨师郑兴文发明。

### 烹汁（老式）
烹汁是将猪里脊肉切片腌入味，裹上炸浆下锅炸至金黄色捞起，再下锅配糖、白醋、盐和芝麻油兑成的清汁，拌炒勾芡即成。成菜色泽金黄，外酥里嫩，酸甜可口。

### 熘汁（新式）
除烹汁外，大厨郑兴文也发明熘汁法，即将出锅时撒上番茄酱翻炒，多放白糖，把汁熬至厚稠，似勾芡一般，然后下肉片翻匀。由此法烹的菜品亦酸甜口，色泽红润，汤汁较多。目前在辽宁一带的锅包肉几乎均为此法制作。

### 咸口（赤峰）
赤峰咸口锅包肉特点是蒜香口。和新式锅包肉做法类似，也是用熘汁的做法，不同之处在于肉片更薄更脆，浇汁以酱油和蒜末为主，配菜是香菜。在赤峰和朝阳地区流行。

### 清真锅包肉
清真菜的锅包肉使用牛里脊作为主料，其余与普通锅包肉类同。:24

### 其他
一些餐饮业者为节约成本，以其它部位的猪瘦肉甚至是鸡肉（此时又称锅包鸡）代替猪里脊，口感逊色许多。有些店家也会以橙汁代替糖醋汁或番茄酱来调味。
类似方法也可用于烹饪鱼肉或虾，称为锅包鱼、锅包大虾。

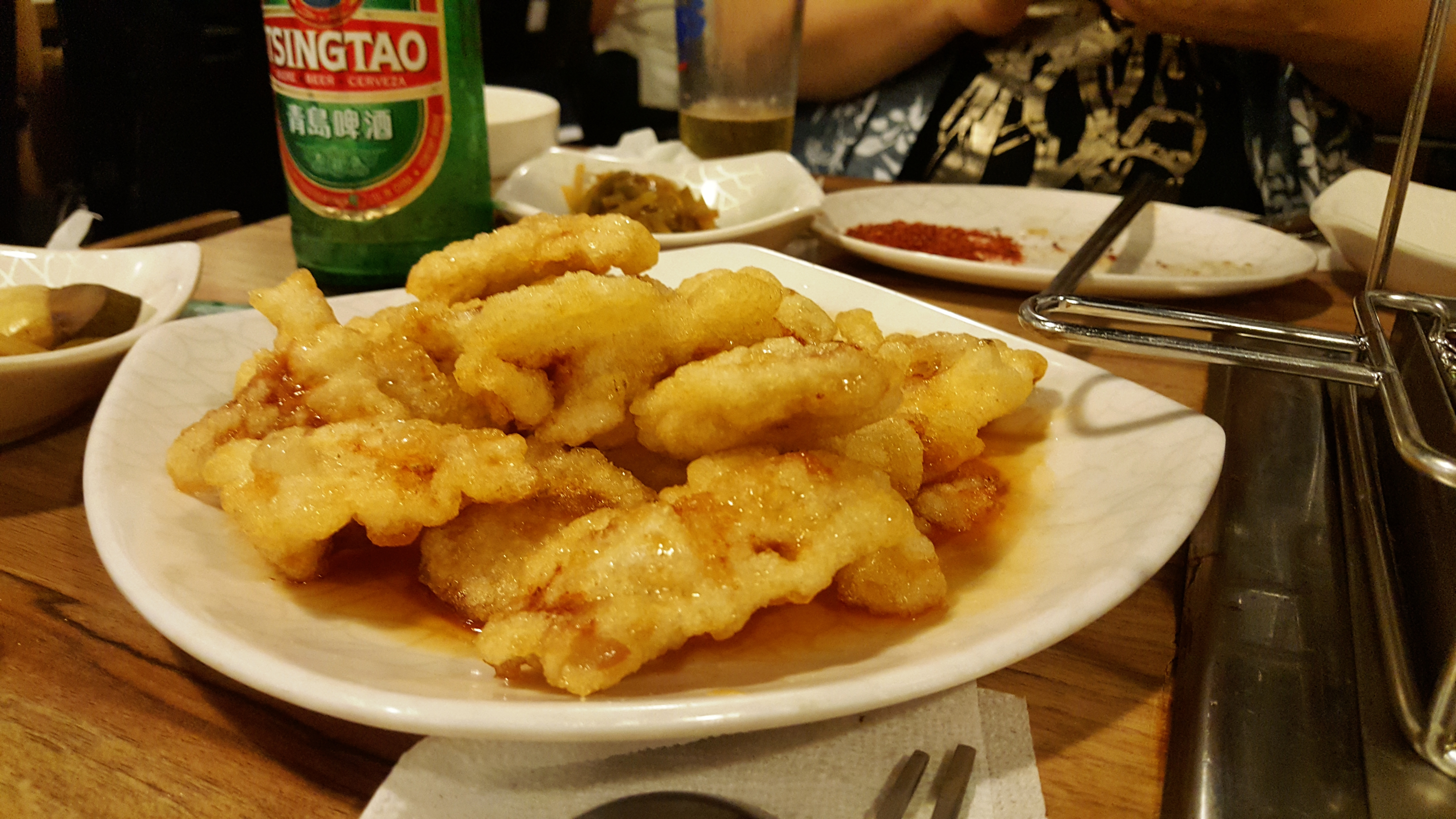
老式锅包肉
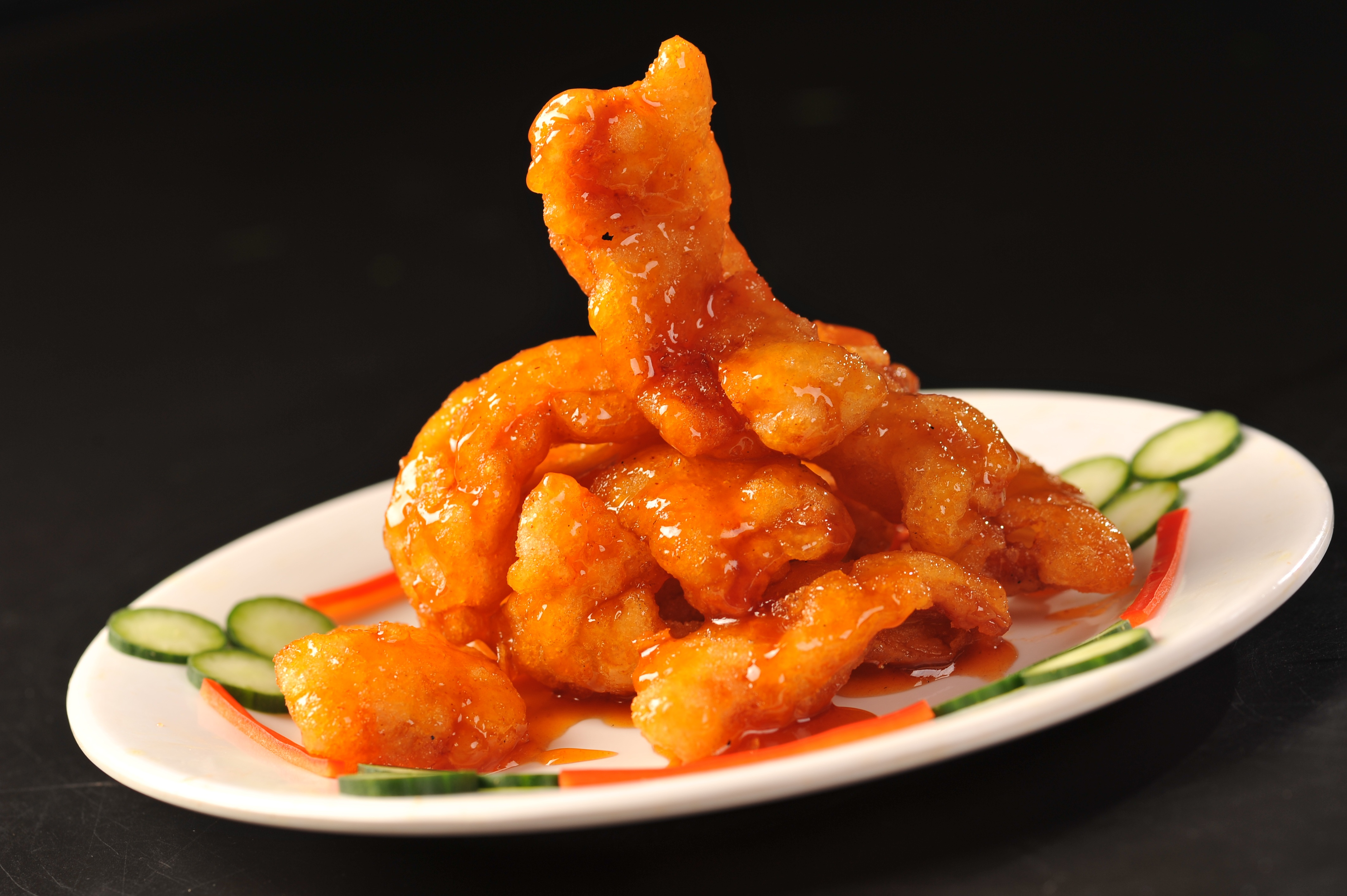
新式锅包肉
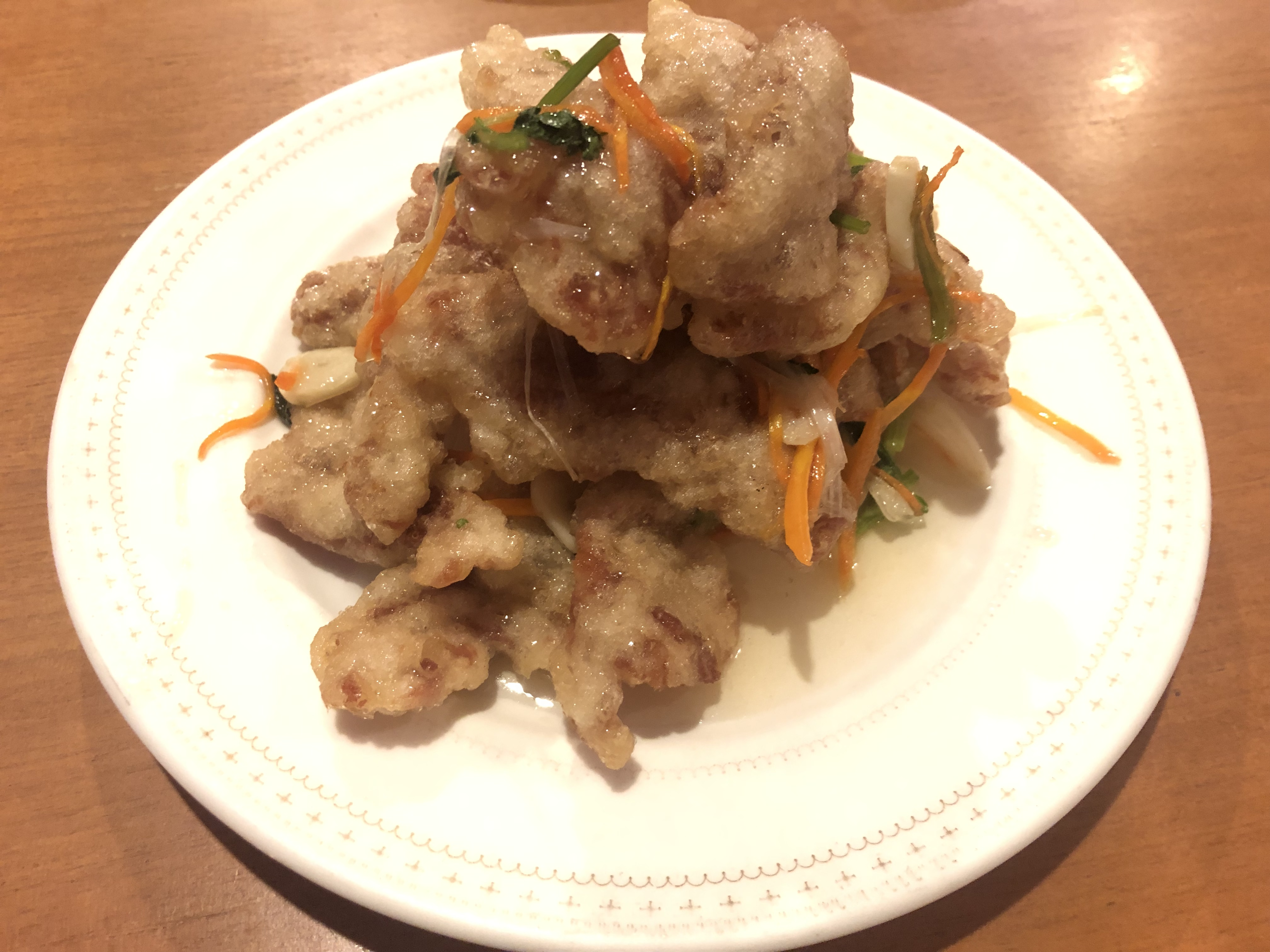
清真老式锅包肉，使用牛肉

## 历史
锅包肉是厨师郑兴文对京菜焦熘肉片的改良而诞生的。郑兴文的俄罗斯妻子喜爱焦炒肉片的外焦里嫩，但不爱鲜咸味道。于是郑兴文依俄罗斯妻子的饮食口味，以烹汁法将焦炒肉片改为酸甜口味，并配上水果，锅包肉由此问世，成为哈尔滨首创的菜肴。郑兴文按照菜肴的做法称它为“锅爆肉”，后讹变为“锅包肉”。

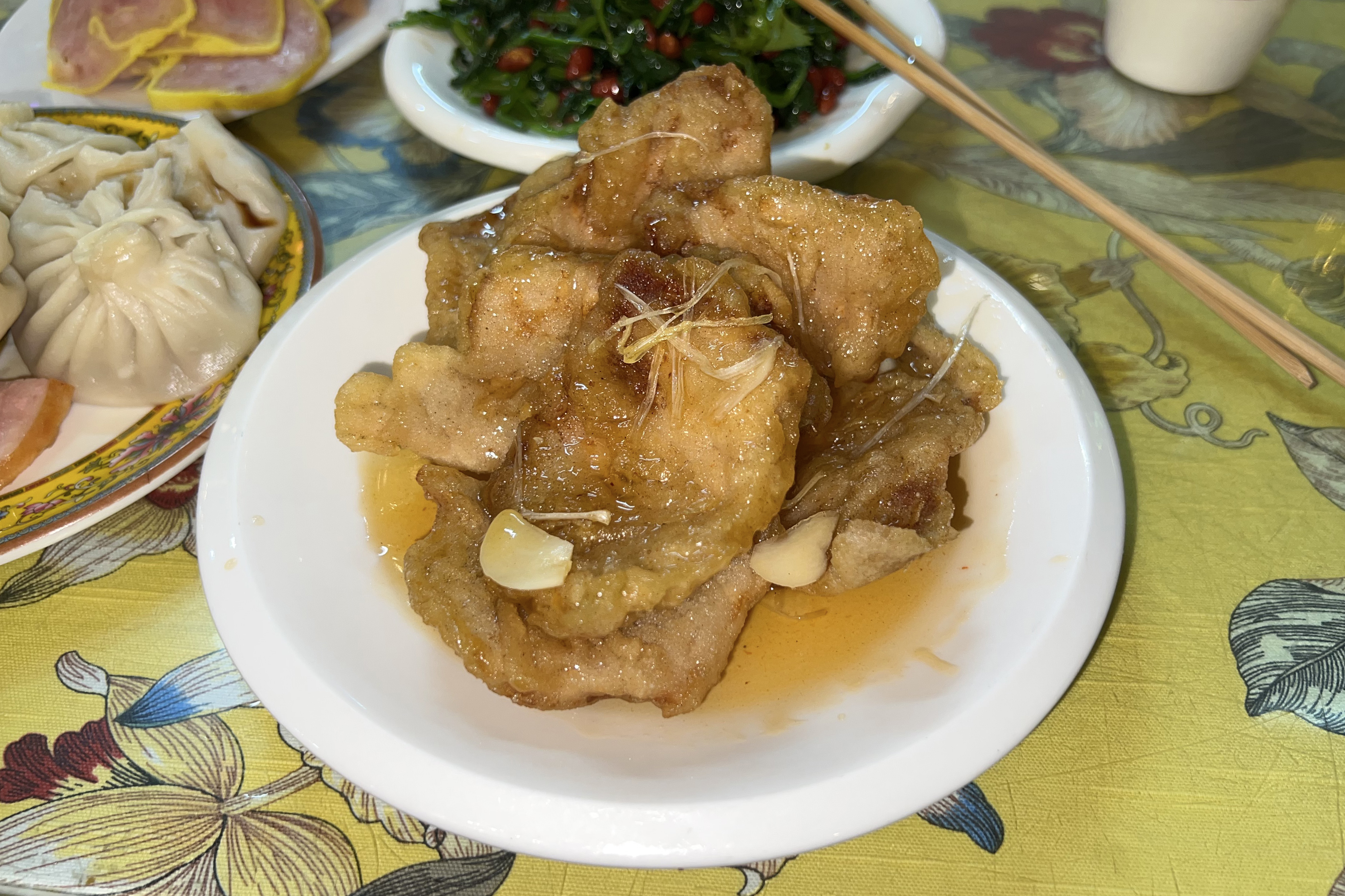
长春市一间餐厅的糖醋汁锅包肉

郑兴文在哈尔滨时乃滨江道署首任道台杜学瀛的首席厨师，发明锅包肉后先将这道菜肴端上了哈尔滨道台府外交接待的餐桌上，并受到了外宾特别是包括俄罗斯、格鲁吉亚、波兰等西方国家官员的欢迎。东北大鼠疫疫情结束后，清政府从1911年4月3日（农历三月初五日）至4月28日（农历三月三十日）在奉天（今沈阳）召开万国鼠疫研究会，郑兴文担任大会主厨，为适应各国来宾口味，将糖醋汁更改为番茄酱，发明了以熘汁法烹饪的番茄酱锅包肉，并遂此成为形成辽宁风格，在当地沿用至今。
郑兴文传艺于其子郑义林之后，郑义林曾在哈尔滨市道里区开过名叫“老厨家”的餐馆，以道台府菜为号召，又在哈尔滨厚德福饭庄供职，锅包肉由此经上层社会流向广大民众。郑义林传艺于其子郑学章，郑学章在哈尔滨知名饭店“宝盛东”、“中朝饭店”任职，并传艺其子郑树国。郑树国恢复了“老厨家”餐馆，主打滨江官膳道台府菜，并扩张多家分店。

## 影响
1959年12月24日周恩来从北京来哈尔滨主持东北地区协作会议。在视察三八饭店时亲自点了哈尔滨特色菜锅包肉，并评论道：“可别小看这道菜，它的价值也同样能体现出一个城市的文化特点。”2015年10月11日，韩国前总理郑云灿来到老厨家友谊路店对锅包肉给予极高的评价；2015年10月13日，俄罗斯副总理德米特里·罗戈津来到老厨家中央大街店，不仅亲自品尝锅包肉，并以“推荐人”的角色进行推荐。
锅包肉在韩国也有一定认知度。小包装冷藏的锅包肉在便利店有售。 